# マムヌル・ハク
マムヌル・ハク（ベンガル語: মামুনুল হক  ）（1973 年11月生まれ）は、バングラデシュのデオバンド派イスラム学者、教授、政治家、経済学者、学者、作家、編集者、国際イスラムスピーカー、社会改革者です。
彼は、ヘファザート・e・イスラム教バングラデシュの共同秘書、バングラデシュケラファト・マジリッシュバングラデシュ の事務局長、 ジャミア・ラフマニア・アラビア-ダッカのシャイクル・ハディース 、バブリモスクバングラデシュの創設者 月刊ラフマニ・パイガムの編集者、バングラデシュケラファト青年マジリッシュhの社長です。 バイトゥル・マムール-ジャメモスク。彼はバングラデシュのアジア大学で経済学の教授 、でした。彼はまた、ラベタトゥル・ワイジンバングラデシュ、イスラムスピーカーの組織を含むいくつかの組織、第一人者であるバングラデシュ。彼はベンガル語、英語、アラビア語を含む5つの言語のスキルを持っています。彼はイスラムの指導者として全国的に知られています。彼は無神論者、世俗主義者、反イスラム主義無神論者に対する強硬な発言で特に人気があり、この点で運動を主導したとして逮捕されました。バングラデシュアワミ連盟、チャトラリーグ、ジュボリーグを含む65の組織が、イスラム原理主義を促進するために、彼の禁止、逮捕、模範的な罰を要求する大規模な運動を全国で開始しました。